# Shirley Zwerus

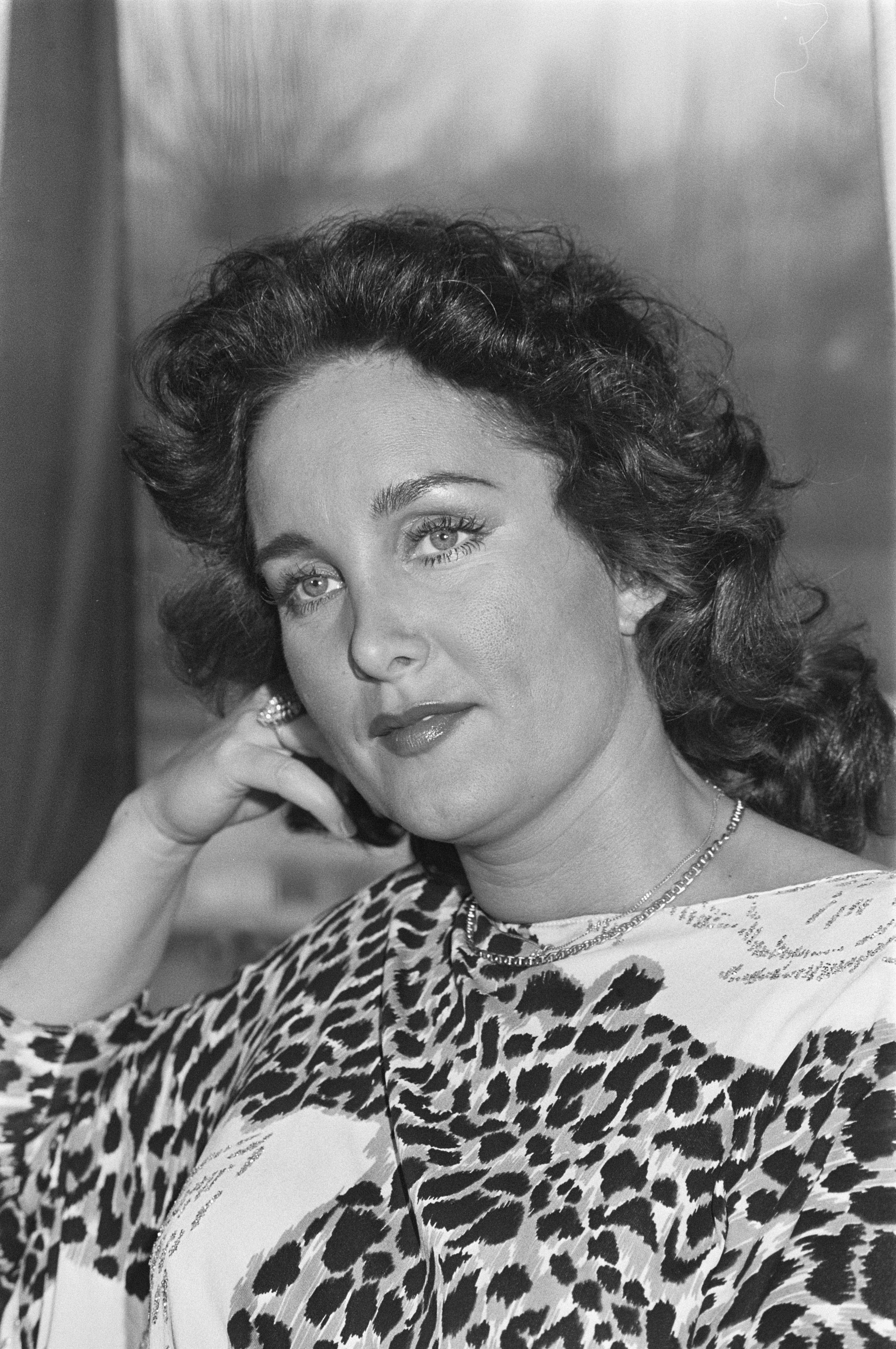
Shirley Zwerus (1981)

Shirley Zwerus (als Künstlerin meist nur Shirley; * 22. Mai 1946 in Haarlem) ist eine niederländische Sängerin. Ihre Karriere begann 1958, als sie zum niederländischen Gegenpart des deutschen Teeniestars Conny Froboess aufgebaut wurde. Teenager Melody wurde im November 1959 ihr erster Hit. Weitere Charterfolge folgten rund zwei Jahrzehnte später mit It’s You (1977) und Heel even (1981). Mit dem niederländischen Team gewann sie 1964 das Songfestival von Knokke.

## Leben und Karriere

### Erste Hits als Teenystar
Mit fünf Jahren begann Shirley Zwerus, Klavier zu spielen; mit sieben begleitete sie einen Kinderzirkus auf dem Tasteninstrument. mit acht spielte sie bei Tanzveranstaltungen. Mit einer Interpretation von Kitty Kallens Nummer-eins-Hit Little Things Mean a Lot trat sie zehnjährig erstmals im Fernsehen auf, in der Show von Johnny en Rijk, es folgten Auftritte mit dem Noordhollands Philharmonisch Orkest im Haarlems Concertgebouw.
Shirleys erste Schallplatte wurde 1958 veröffentlicht. Die Aufnahmen Maar ondanks dat (Ben jij m’n lieve schat) und Mambo Olé waren Duette mit Godert van Colmjon vom Duo The Butterflies. Der erste Hit im folgenden Jahr war die Coverversion des deutschen Liedes Teenager-Melodie, das Conny Froboess im Film Wenn die Conny mit dem Peter gemeinsam mit Peter Kraus gesungen und als Duett mit Will Brandes als Single veröffentlicht hatte. Teenager Melody wurde unter dem Bandnamen Shirley and her Rhythm Stars veröffentlicht; diese Combo unter Leitung von Loek Burgemeester blieb bis 1961 Shirleys Begleitband. Zu dieser Zeit lief das Singen noch neben der Schule, doch schon mit 15 Jahren begann Shirley ihre professionelle Laufbahn im Musikbusiness. Neben mehreren Singles sang sie auch eine Werbeplatte ein – Spaar me, ein Lied, das bei Jugendlichen Werbung für das Sparprogramm De Zilvervloot machen sollte.

### Erfolge in Europa, Ruhezeit in den USA
Im Jahr 1963 kam Shirleys erste in deutscher Sprache aufgenommene Single auf den Markt. Ich wollt’ ich wär’ Prinzessin war ein Cover des zweiten US-Hits von Little Peggy March, I Wish I Were a Princess. Weitere deutsche Aufnahmen folgten 1964 und 1965, unter anderem Vergessen, eine Coverversion des Hits Remember (Walkin’ in the Sand) der amerikanischen Girlgroup The Shangri-Las.

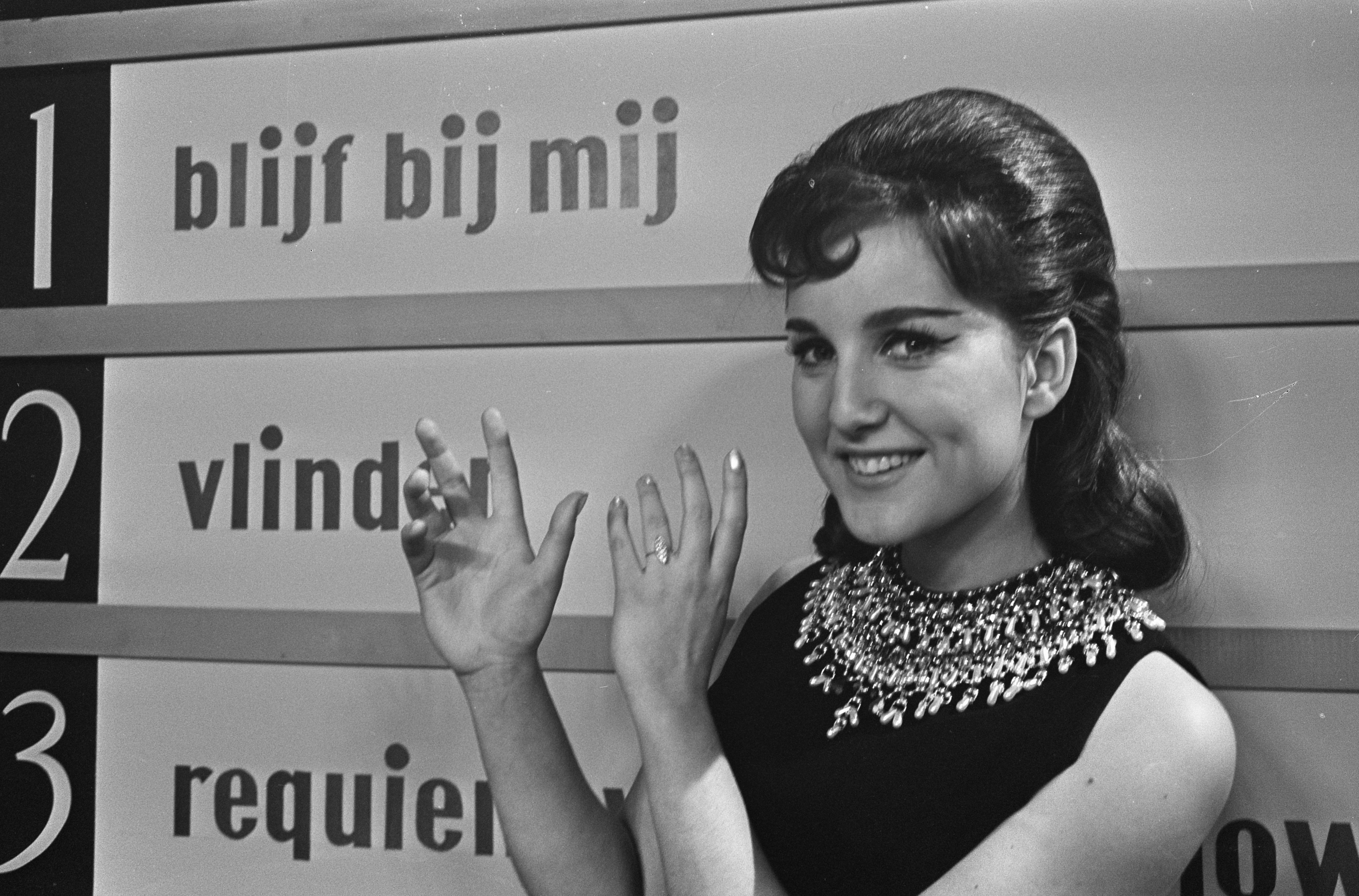
Shirley beim Nationaal Songfestival 1965

Gemeinsam mit Willeke Alberti, Ilonka Biluska, Trea Dobbs und Rita Hovink gewann Shirley im Sommer 1964 das Songfestival von Knokke; zum Gesamtsieg trug sie mit Interpretationen in niederländischer Sprache von Georgia (On My Mind) und You’re My World bei. Wenige Wochen später nahm sie im August am Sopot Festival teil, sang dort die Lieder Droom aan zee, Czy ta pani tańczy twista und Bitte geh’, eine Coverversion von Barbra Streisands Gotta Move mit deutschem Text von Kurt Hertha. Diesen Titel brachte sie auch in niederländischer Sprache als Ik ga weg auf einer Single heraus.
Im Februar 1965 nahm Shirley am Nationaal Songfestival teil, dem niederländischen Vorentscheid für den 10. Gran Premio Eurovisione della Canzone. Ihre Konkurrenten waren Trea Dobbs, Conny Vandenbos, Gert Timmerman und Ronnie Tober. In der Vorrunde sang sie die Lieder Als een vlinder, Requiem voor een clown und Blijf bij mij. Letzteres, eine Eigenkomposition von Shirley Zwerus, erreichte die Finalrunde, dort jedoch nur den vierten Platz.
Nachdem ihre Karriere in den Folgejahren ein wenig ins Stocken gekommen war, ließ Shirley sich 1969 in London nieder. Hier erhielt sie einen Vertrag bei Robert Stigwoods RSO; Chas Chandler wurde ihr Manager. Sie sang regelmäßig in Ronnie Scott’s Jazz Club; Schallplattenveröffentlichungen gab es jedoch nicht, da der Vertrag mit ihrer niederländischen Plattenfirma noch lief. Shirley nahm daher ein Angebot des amerikanischen Labels Black Records an und machte in New York einige Studioaufnahmen. Diese wurden aber nicht veröffentlicht, da das Unternehmen wenig später bankrottging. Shirley heiratete ihren amerikanischen Produzenten Frank Byron Clark, ließ ihre Karriere ruhen und blieb in den Vereinigten Staaten. Erst als sich das Ehepaar 1976 trennte, kehrte Shirley in die Niederlande und ins Tonstudio zurück.

### Comeback in der alten Heimat
Shirley produzierte einige Songs mit Jaap Eggermont, und am 2. April 1977 gab sie mit einem dieser Lieder ihr Comeback in den niederländischen Top 40. It’s Me – geschrieben von Arnie Treffers und Tony Britnell von Long Tall Ernie & The Shakers sowie Harry van Hoof – stieg in sieben Chartwochen bis auf Platz 13. Shirley erhielt für die „beste Single des Jahres“ einen Edison Award. Der Erfolg führte dazu, dass Shirley 1978 (unter ihrem vollen Namen Shirley Zwerus) ihre erste Langspielplatte veröffentlichte. Makin’ Love Is Good for You produzierte sie in Großbritannien, darauf singt und spielt sie einige Coverversionen mit einem Song von Tony Joe White als Titeltrack. Die nächsten Singles jedoch verfehlten knapp die offiziellen Top 40.
Ab 1980 sang Shirley wieder in ihrer Muttersprache. Mit Erfolg: Heel even, die niederländische Version einer canzone des Neapolitaners Eduardo de Crescenzo, wurde Shirleys dritter Top-30-Hit. Der Titel war auch auf ihrer LP Shirley, die ebenfalls 1981 herauskam. Als Duett mit Gerard Joling gab es 1995 eine Neuauflage von Heel even, die in den unteren Regionen der Charts, der Tipparade, notiert wurde.
In den folgenden Jahren lebte Shirley Zwerus in Spanien. 2007 heiratete sie ein zweites Mal und zog mit ihrem Ehemann nach Südfrankreich. Sie tritt dort regelmäßig auf, ebenso wie in Spanien und in ihrem Heimatland. In Shirleys Band spielt ihre Schwester Bep Zwerus Schlagzeug, die in den 1980er Jahren Drummer der Frauenband The Broads war.

## Diskografie
Alben
- 1978: Makin’ Love Is Good for You (als Shirley Zwerus)
  - Have You Ever Seen the Rain / Makin’ Love Is Good for You / The Light I Wanna Be / Save a Little for the Morning / The Next Time // A Bad Case of Rock ’n’ Roll / Fool, Fool / Love Has Tied Our Hearts Together / Giving It Up for Love / Don't Cry Out Loud
- 1981: Shirley
  - Bij jou / Eerste liefde vergeet je nooit / Bloemen bloeien zelfs als het koud is / Jij maakt me so blij / Het is voorbij // Heel even / Oh, het is waar / Nu ik jou niet heb / Dromen van een ander / Zonder woorden

Singles
- 1958: Maar ondanks dat (Ben jij m’n lieve schat) / Mambo Olé (als Duo Godert en Shirley)
- 1959: Teenager Melody / Jolly Joker (NL #14)[11] (als Shirley and her Rhythms Stars)[12]
- 1959: Vakantie in Honolulu / Mijn Daddy
- 1961: Blue Moon / Besame mucho
- 1961: Spaar me / Wat zou je doen? (B-Seite von Joop van der Marel & Het Leedy Trio)
- 1962: Ya-Ya / Shadows of the Past
- 1963: Zeven witte meeuwen / Mooi zijn de nachten op Ikaria (unter dem Pseudonym Rosemarie)
- 1963: Cimeroni / Toen kwam Johnny
- 1963: Verliefd, verloofd en dan getrouwd / Blondie (Shirley en Tony Ronald)
- 1963: Ich wollt’ ich wär’ Prinzessin / Wer wird der erste sein[13]
- 1964: Ik ga weg / Huil toch om de liefde niet
- 1964: Bitte geh’ / Meinen Mann such’ ich mir selbst aus
- 1964: Vergessen (Remember) / Es war einmal
- 1964: You’re My World / Who Knows Why
- 1965: Nimm den Kuß als Souvenir / Georgia
- 1965: In Swing and Sweet (EP): Hands Off Him – Misty Moonray / Lost and Lookin’
- 1966: Ik wist allang (dat jij zou komen) (Çe soir je t’attendais) / Georgia
- 1966: Bach bijvoorbeeld / Het orgelconcert
- 1967: No More Love for Me / I Come Another Step Closer to Your Heart (Robert Dahl & Shirley)
- 1967: Big Boss Man / I’m an Evil Gal (Single-Titel: Shirley Goes Soul[14])
- 1968: Anatole / Ev’ry day
- 1968: That’s Why I Die a Little / Save the Last Dance for Me
- 1970: Fantasy in Fiction / Love Her in the Car (B-Seite von Corner Act ’68; beide Titel aus dem Film Fantasy in Fiction[15])
- 1971: Amsterdam... het blijft een gezellige stad / Doe ’t met je neus (A: Shirley met leden van het Amsterdams Toneel / B: Shirley & John Brands)
- 1977: It’s Me / I Will Love You (NL #13)
- 1978: Nothing Has Changed / Take Me
- 1978: Persil: Een nieuw geluid (Werbe-Flexidisc)
- 1978: The Light I Wanna Be / Makin’ Love Is Good for You (als Shirley Zwerus)
- 1979: What a Lovely Day / What a Lovely Dub (A-Seite: Errol & Shirley, B-Seite: Errol Ross Orchestra plus vocals Shirley & Errol)
- 1980: Easy Livin’/It's the Only Way[16] / Theme from ‚You're My Future‘ (instr.) (als Shirley Zwerus[17])
- 1981: Heel even / I'm Sorry (NL #24)[18]
- 1981: Bij jou / Oh, het is waar
- 1981: Eerste liefde vergeet je nooit / Jij maakt me zo blij
- 1982: Een kind, een kind / De jaren van je jeugd (Charity-Single von Lenny, Bonnie, Dimitri, Shirley, Willem & Alexander)[19]
- 1983: The Way Old Friends Do / One and Only
- 1995: Heel even (neue Version) / Soms (If I Have to Go Away) (von Gerard Joling & Shirley Zwerus)[20]
- 1996: Wil je me soms kwijt / Wil je me soms kwijt (instrumentaal)[21]